# Viên hạt giống

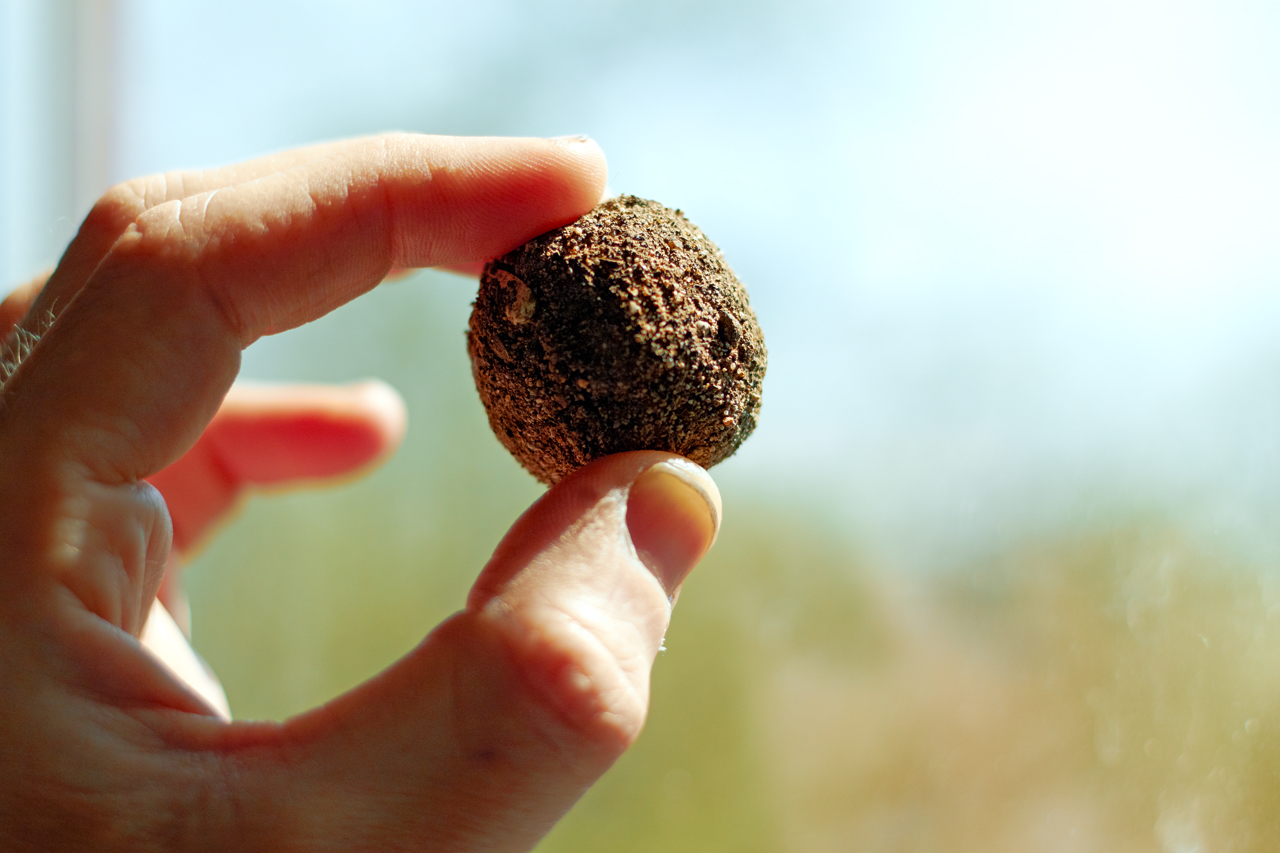
Một viên hạt giống

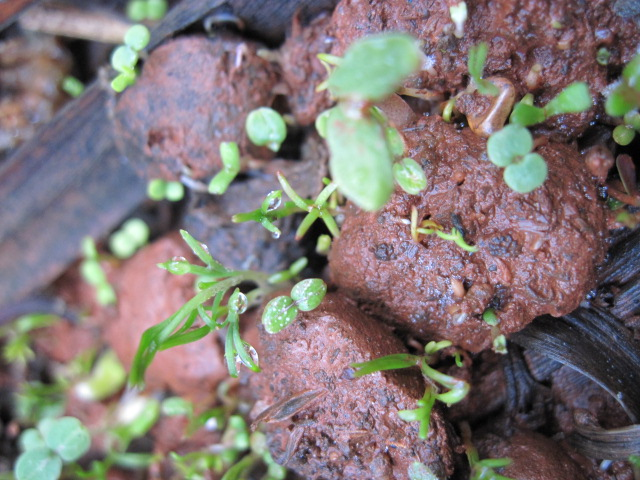
Những mầm cây nảy từ viên hạt giống

Viên hạt giống (còn gọi bom hạt giống) nendo dango (Nhật: 粘土団子 Hepburn: nendo dango) là một phương pháp gieo trồng bằng hạt giống được bọc trong vật liệu đất.
Viên hạt giống gồm các hạt giống được cuộn trong một viên đất và các chất khác để hỗ trợ nảy mầm. Sau đó, chúng được ném vào những bãi đất trống và qua hàng rào như một hình thức 'làm vườn du kích'. Các vật chất như mùn và phân hữu cơ thường được đặt xung quanh hạt giống để cung cấp chế phẩm vi sinh vật. Sợi bông hoặc giấy nhuyễn đôi khi được thêm vào để bảo vệ thêm các viên đất trong môi trường sống đặc biệt khắc nghiệt.

## Phát triển kỹ thuật

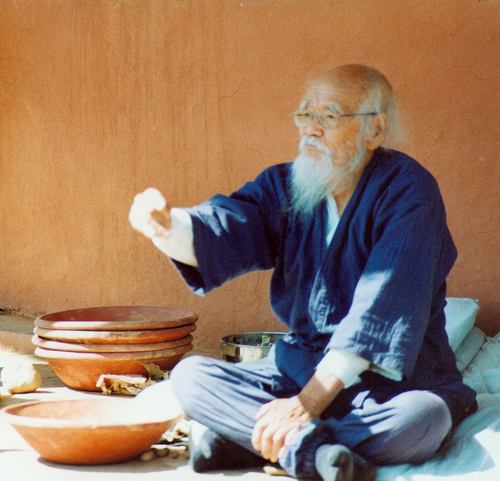
Masanobu Fukuoka ném những viên hạt giống tại hội thảo ở Navdanya, tháng 10 năm 2002

Đây là một kỹ thuật cổ xưa đã được tái khám phá bởi người tiên phong canh tác tự nhiên Nhật Bản Masanobu Fukuoka.
Kỹ thuật này cũng đã được sử dụng ở Ai Cập cổ đại để phục hồi các khu vưc canh tác sau các trận lụt mùa xuân hàng năm của sông Nile. Vào thời hiện đại, trong thời kỳ Chiến tranh thế giới thứ hai, Masanobu Fukuoka khi ấy là nhà khoa học thực vật của chính phủ Nhật Bản làm việc trong phòng thí nghiệm của chính phủ, sống trên hòn đảo miền núi Shikoku, muốn tìm ra một kỹ thuật giúp tăng sản lượng lương thực mà không lấy đi đất được giành cho sản xuất lúa gạo truyền thống phát triển mạnh ở vùng đất giàu núi lửa của Nhật Bản.

## Chế tạo

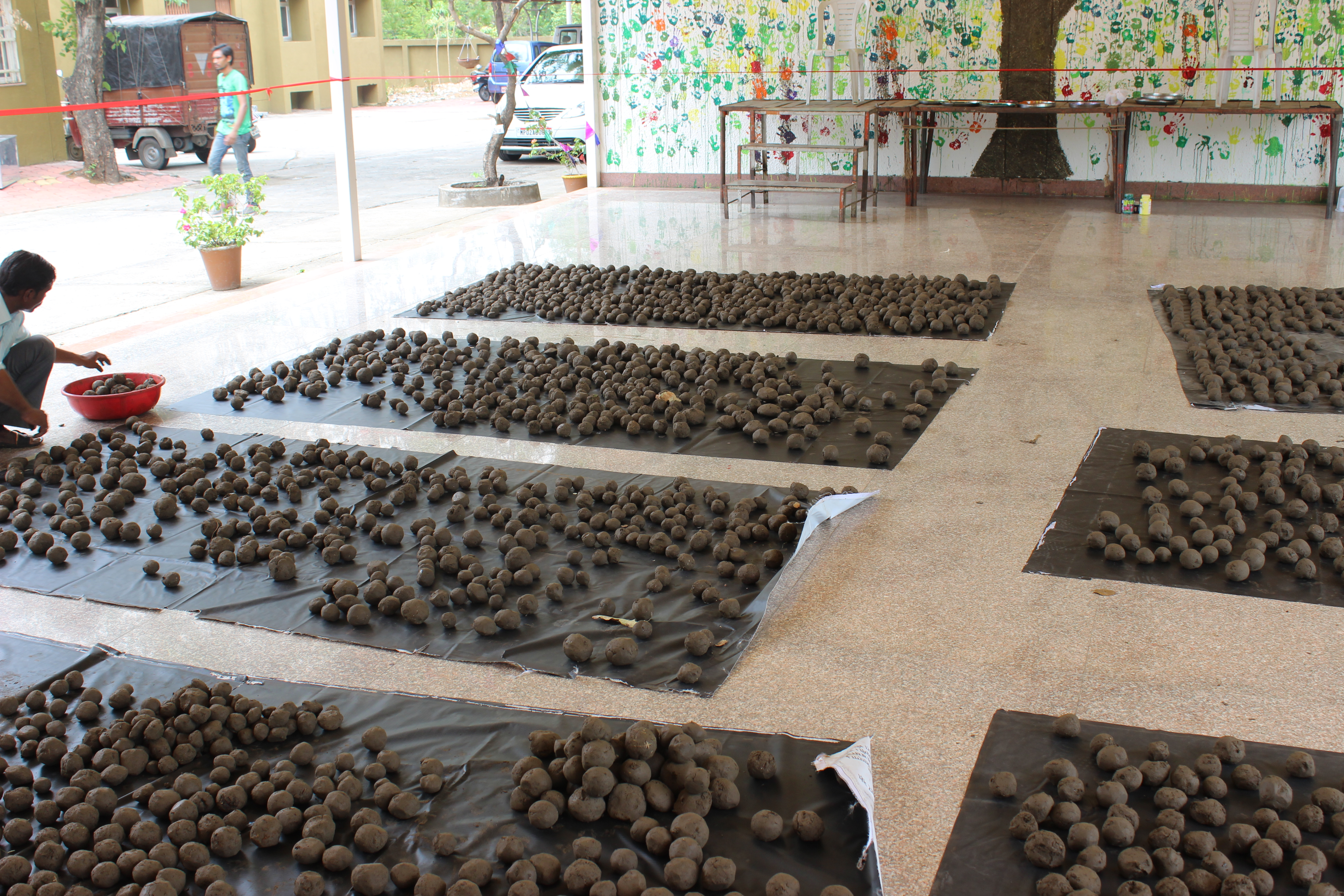
Làm khô viên hạt giống

Để tạo ra một viên hạt giống, thông thường khoảng năm phần đất sét đỏ được kết hợp với một phần hạt giống. Các viên này được tạo thành có đường kính từ 10 mm đến 80 mm (khoảng 1⁄2" đến 3") Sau khi các hạt giống đã được hình thành, chúng phải khô trong 24–48 giờ trước khi sử dụng.

## Bom hạt giống
Ném bom hạt giống là việc gieo trồng bằng cách ném, thả các viên hạt giống. Nó được sử dụng trong gieo hạt trên không hiện đại như một cách để ngăn chặn hạt giống bị ăn hoặc hư hại. Cách này cũng đã được phổ biến bởi các phong trào xanh như một cách để đưa cây mới vào môi trường.

## Làm vườn du kích
Thuật ngữ "seed green-aide" lần đầu tiên được sử dụng bởi Liz Christy vào năm 1973 khi cô bắt đầu Green Guerillas. Những hạt giống xanh đầu tiên được làm từ các túi bao bọc chứa đầy hạt cà chua và phân bón. Chúng được ném qua hàng rào vào những khu đất trống ở Thành phố New York để làm cho các khu dân cư trông đẹp hơn. Đó là khởi đầu của phong trào làm vườn du kích.